# 立花山バスストップ
立花山バスストップ（たちばなやまバスストップ）は、福岡県糟屋郡新宮町立花口および糟屋郡久山町山田の九州自動車道上にあるバス停留所である。
2025年7月現在、1路線で客扱いが行われている。

## 停車する路線
| 路線愛称       | 運行会社     | 下り線側方面 | 上り線側方面               |
| -------------- | ------------ | ------------ | -------------------------- |
| （愛称名なし） | 西鉄バス筑豊 | 天神高速BT   | 青柳・直方PA・八幡IC・直方 |

なお、上記の福岡 - 直方線が2025年9月末をもって運行を終了するため、当停留所も廃止される。

## 乗り換え
- 新宮町コミュニティバス「マリンクス」佐屋バス停まで300m（徒歩5分）

## 周辺
- ダイショー九州工場